# Porto Real (São Tomé i Príncipe)
Porto Real és una localitat de São Tomé i Príncipe. Es troba al districte de Pagué, al nord de l'illa i Regió Autònoma de Príncipe. La seva població és de 272 (2008 est.). Està situada al sud-oest de la capital de l'illa, Santo António, i a l'oest de Terreiro Velho. A 1 km al sud hi ha el Parc Natural d'Ôbo, en la porció també coneguda com a Parc Nacional de Príncipe.

## Evolució de la població
| 2001 | 2008 |
| 239  | 272  |

## Equips de futbol
- FC Porto Real[2]